# Au Alajos
Au Alajos, Au Lajos, 1880-tól Avar (Pest, Józsefváros, 1837. április 8. – Budapest, Józsefváros, 1895. február 25.) magyar zeneszerző, zenetanár.

## Élete
Au József és Kuntser Magdolna gyermekeként született. 1850-ben a pest-budai Hangászegyleti Zenede növendéke lett, s Pfeiffer és Ridley Kohne vezetése alatt tanult. Ezt követően a Vakok Intézetében tanított, majd az ugyanott alakult zenekarban közreműködött. 1862-ben már önálló zenekart alakított és ezzel 1865-ig felváltva játszott Belgrádban és Mehadiában. 1874-ben Budapestre költözött és zenetanárként működött. 1895-ben hunyt el gutaütés következtében. Felesége Halbauer Amália volt.
Au Béla néven is jelentetett meg műveket (Ifjúsági induló, 1861; Donato polka, 1864; stb.).

## Művei
Csárdások (Oroszlánszelidítő csárdás, 1863; Csabai csárdás, 1864) indulók, polkák, polkamazurok (A tücsök, 1858; Clown-polka, 1863; Légy ismét jó, 1872; Örömteljes viszontlátás; 1879) szerb és román dalok, négyesek zongorára.

## További irodalom
- Magyarnótaszerzők, énekesek és népdalosok lexikona. Szerk. Dr. Kikli Tivadar. Szeged, Bába és társai Kft, 1999. 17. old.
- Szabolcsi Bence-Tóth Aladár: Zenei lexikon I-III. Átdolgozott új kiadás. Főszerk. dr. Bartha Dénes, szerk. Tóth Margit. Bp., Zeneműkiadó Vállalat, 1965. 103. old.